# Симо Бајић
Симо Бајић (Ресановци, код Босанског Грахова, 4. фебруар 1903 — Сански Мост, 11. децембар 1942) је био сељак, вођа устанка 1941. у подручју Босанског Грахова.
Члан Комунистичке партије Југославије је од 1939. године. После окупације Југославије 1941. године, радио је на припремању устанка у свом крају и постаје командант одреда устаника, с којим 27. јула 1941. ослобађа Босанско Грахово. Истиче се изванредном храброшћу у многобројним сукобима с Италијанима и усташама. Као командант батаљона Четврте крајишке бригаде погинуо је при јуришу на бункере у Санском Мосту. 
За народног хероја проглашен је 20. децембра 1951. године.